# 斯帕斯-傑緬斯克
54°25′N 34°01′E / 54.417°N 34.017°E
斯帕斯-傑緬斯克 （俄语：Спас-Деме́нск）是俄罗斯卡卢加州西部的一个城市，距离州府卡卢加以西197公里，2002年人口5,296人。
1494年建立，1855年改為現名。1917年建市。